# Meldrick Taylor
Meldrick Taylor (Filadelfia, 19 ottobre 1966) è un ex pugile statunitense.

## Carriera da dilettante
Ha vinto la medaglia d'oro ai giochi olimpici estivi di Los Angeles 1984 nella categoria dei pesi piuma, battendo al primo turno il rumeno Nicolae Talpoş, al secondo turno il messicano Javier Camacho, ai quarti di finale il keniano John Wanjau, in semifinale il venezuelano Omar Catarí e in finale il nigeriano Peter Konyegwachie. 

## Carriera da professionista
Meldrick Taylor è campione del mondo dei pesi superleggeri nella versione IBF quando, il 17 marzo 1990, sale sul ring dell'Hilton Hotel per affrontare il fuoriclasse messicano Julio César Chávez, campione mondiale WBC, per la riunificazione del titolo. Il tecnico e agile pugile statunitense è chiaramente in vantaggio nel cartellino di due giudici quando, nel finale, Chavez riesce ad atterrarlo con un colpo di destro. L'arbitro Richard Steele decreta allora un discutibile knock out tecnico in favore del messicano quando mancano solo due secondi al suono della campana finale. Il match è premiato come match dell'anno 1990 e match del decennio '990. È stato altresì inserito al 13º posto nella lista compilata dalla rivista Ring Magazine dei 100 più grandi combattimenti di tutti i tempi con titolo in palio. 